# Ключ від автомобіля

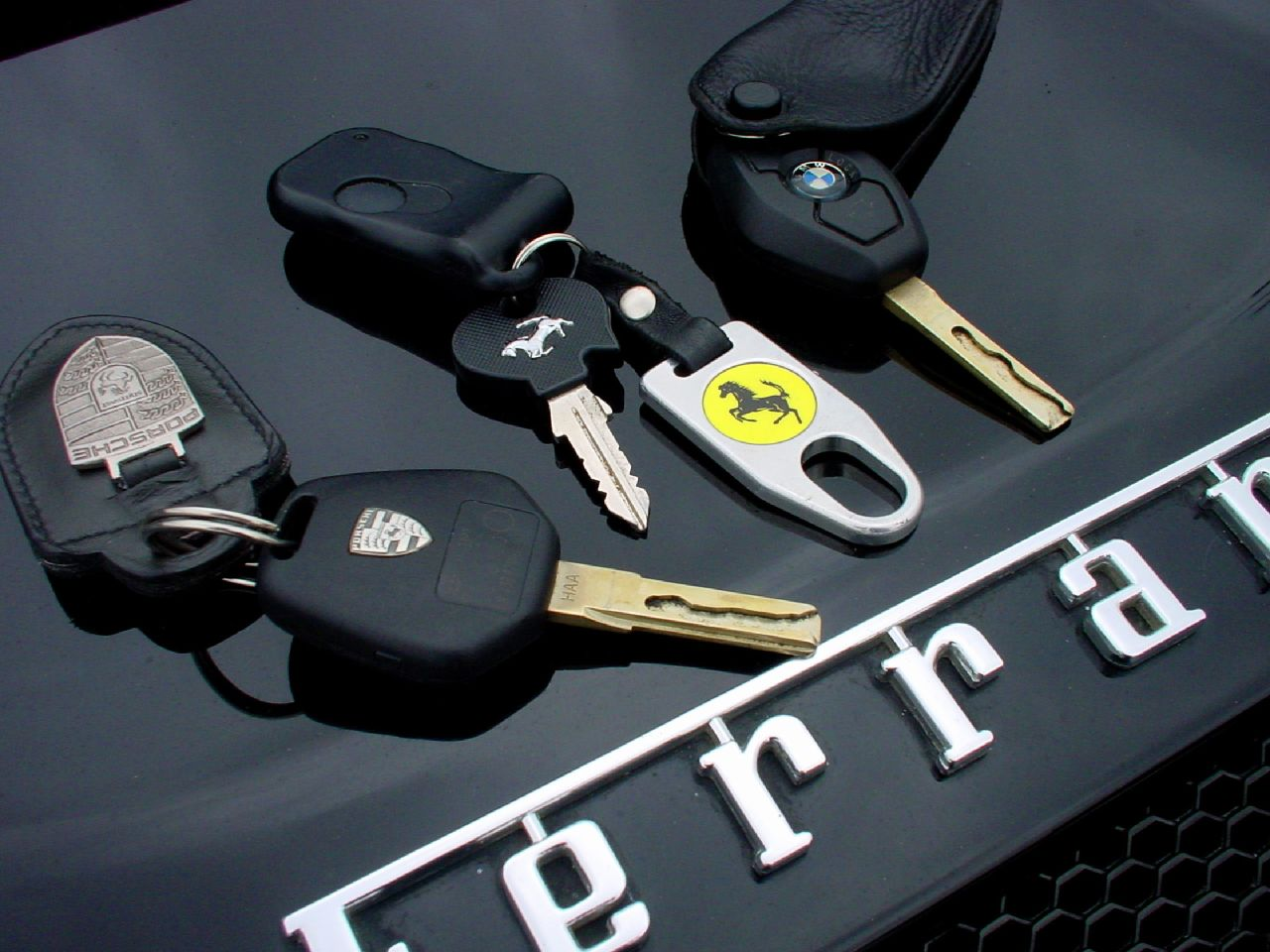
Ключі від автомобілів

Ключ від автомобіля або автомобільний ключ — це ключ, який використовується для відкриття та/або запуску автомобіля. Сучасні конструкції ключів зазвичай симетричні, а в деяких використовуються пази з обох сторін, а не зрізаний край, щоб активувати замок. Він має багаторазове використання для автомобіля, з яким його продали. Автомобільним ключем можна відкрити двері, а також запустити запалювання, відкрити бардачок, а також відкрити багажник автомобіля. Деякі автомобілі постачаються з додатковим ключем, відомим як ключ від камердинера, який запускає запалювання та відкриває двері з боку водія, але не дозволяє камердинеру отримати доступ до цінних речей, які знаходяться в багажнику чи бардачку. Деякі ключі, особливо для високопродуктивних транспортних засобів, обмежують вихідну потужність двигуна, щоб запобігти веселій їзді.